# 难降
难降（意为“称职的统治者”），摩诃婆罗多人物。他是持国与甘陀利所育次子，难敌的弟弟，俱卢族的一员。

## 早期
持国之妻甘陀利受孕后几年都没有皇子诞下，而般度之妻贡蒂已经诞下三位。沮丧与嫉妒交加中，甘陀利捶打腹部，而后产出了一块灰色的肉块。见此崩溃的甘陀利唤来毗耶娑仙人。仙人将肉块切为了一百零一块，并装入瓶中，灌入酥油并埋入地下。一段时间后，肉块依次变为人形，其中第二个便是难降。
据载难降崇拜其兄长，并与其伙同犍陀罗国的沙恭尼，密谋杀害般度五子。

## 对黑公主的羞辱

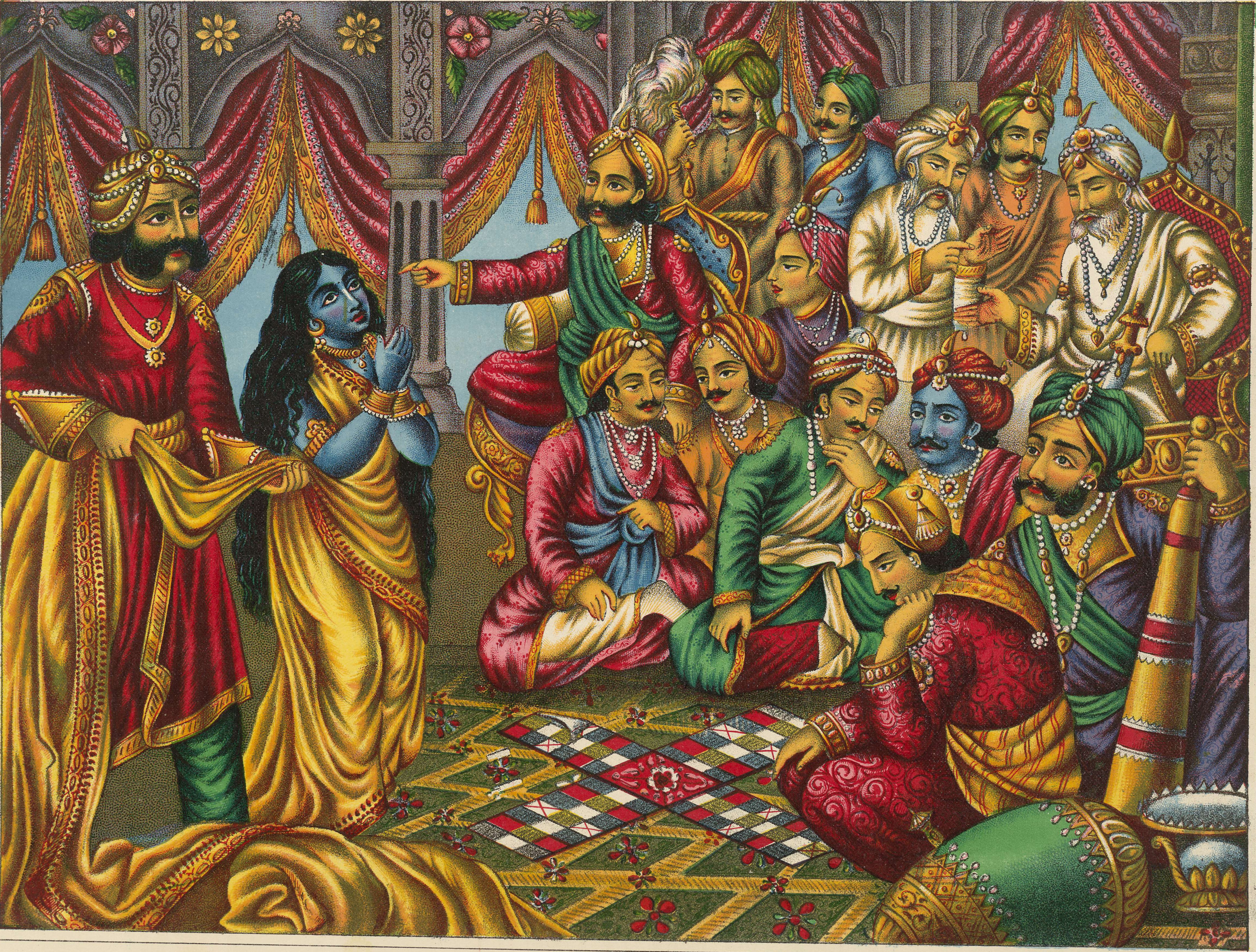
般度、俱卢族之间的双骰游戏。其中黑公主亦是赌注之一

在般度族与俱卢族的赌局中，坚战最终满盘皆输，将兄弟几人与黑公主都输给了俱卢一方。在难敌的命令下，难降将黑公主拖走，并试图将其脱光。此时黑公主向奎师那祈求，后者应其愿而向其纱丽施法，使其永不会被扯尽。黑公主受如此羞辱之后，立誓再不会束起头发，除非其浸透难降的鲜血。目睹此举的怖军亦无法忍受，誓要在战场上使难降双臂离体，且要撕裂其胸膛并饮其鲜血。怖军高呼若其没有履行诺言，则无法升天面对诸位先祖。

## 俱卢之战

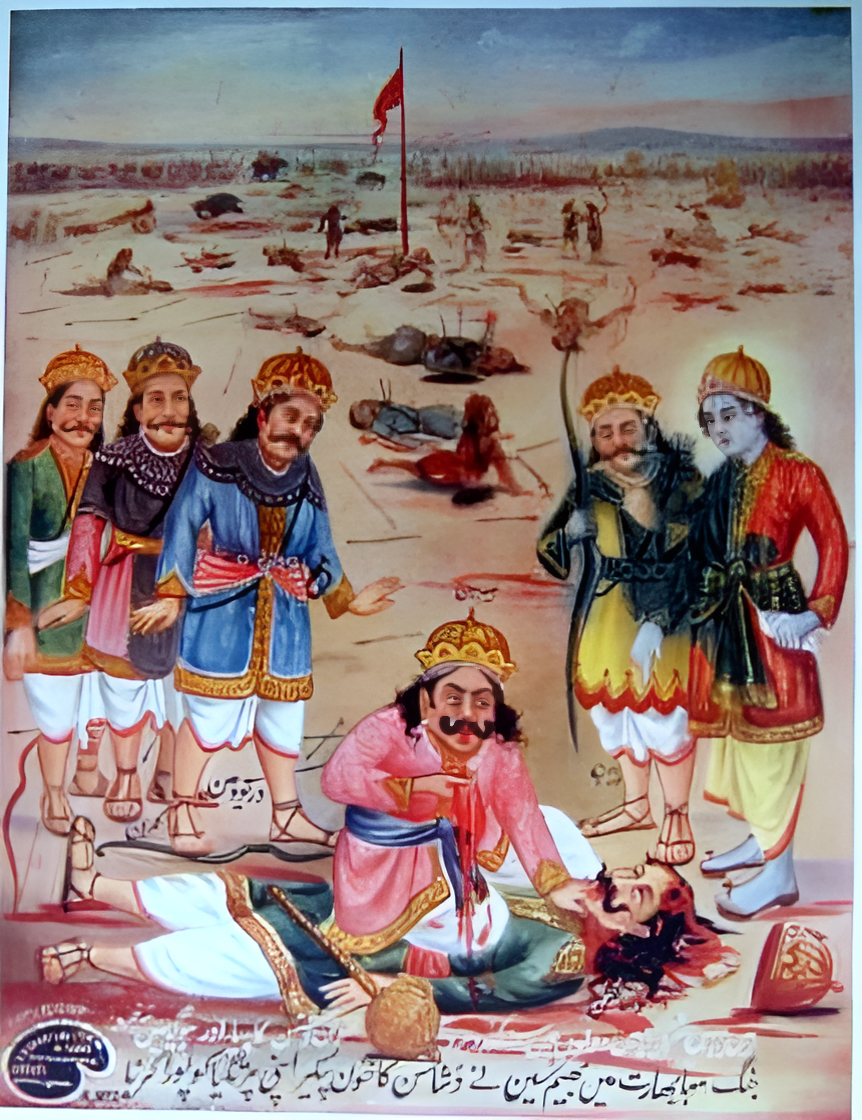
俱卢之战中，怖军最终履行诺言

在俱卢之战开战的第一日，般度五子之第四子无种将难降擒住，但顾及到怖军的毒誓而将其放走；在第十三日，其为阿周那之子激昂所击败；最终，在开战后的第十七日，难降与怖军在战场上相遇。在为其箭所射伤后，手持狼牙棒的怖军将难降按倒。牢记誓言的怖军将其双臂撕下、开膛并痛饮其血，并用其血润洗黑公主的长发。难降的惨死激怒了难敌，整个俱卢阵营亦因此士气大减。
俱卢之战中，其子亦有不小贡献。开战第十三天，难降之子为讨伐激昂出了关键的一份力。他在开战第十四天时为怖军所杀。

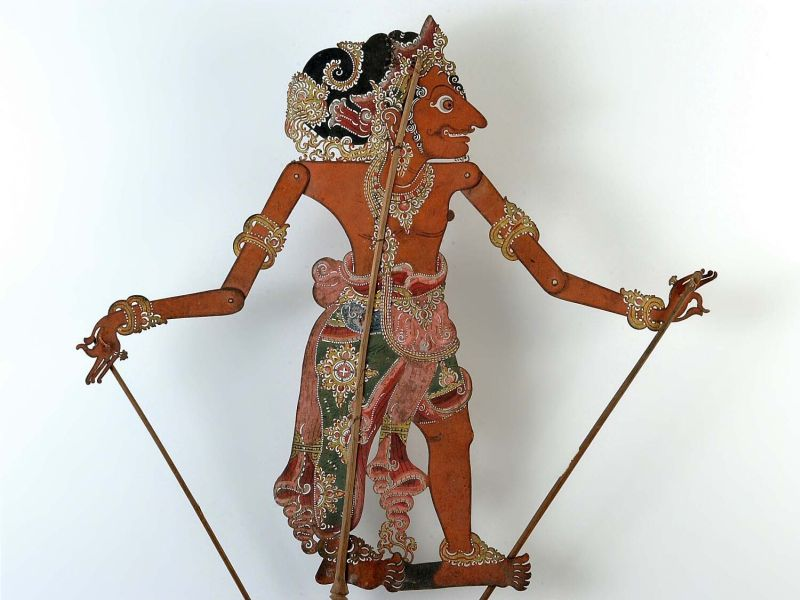
哇扬皮影偶戏中的难降形象